# Wick (Scozia)
Wick (Inbhir Ùige in gaelico) è una città della Scozia, nel Regno Unito. Fa parte dell'area amministrativa di Highland, mentre in passato era il capoluogo della contea tradizionale del Caithness. La sua popolazione è di circa 7.333 abitanti (2001).
Situata alla foce del fiume omonimo, il suo nome deriva dal norreno vik, che significa baia.
Nel 1902 inglobò il centro abitato di Pulteneytown, sulla sponda sud del fiume, dove si trova la distilleria di whisky più settentrionale della Scozia, la Old Pulteney.
È attraversata dalla linea ferroviaria della Far North Line e ospita un aeroporto.

## Amministrazione

### Gemellaggi
- Klaksvík